# Tweedia macrolepis
Tweedia macrolepis är en oleanderväxtart som beskrevs av William Jackson Hooker och Arn.. Tweedia macrolepis ingår i släktet Tweedia och familjen oleanderväxter. Inga underarter finns listade i Catalogue of Life.